# Robert Alfonso
Robert Leodan Alfonso Acea (* 11. November 1986 in Havanna) ist ein kubanischer Boxer.

## Werdegang
Robert Alfonso begann als Jugendlicher mit dem Boxen. Er gehört seit 2004 dem Leistungszentrum Havanna an und wurde 2004 kubanischer Juniorenmeister in der Schwergewichtsklasse (bis 91 kg Körpergewicht). 2004 nahm er auch an der Junioren-Weltmeisterschaft in Jeju/Südkorea im Schwergewicht teil. Er siegte dort über Murat Karatajew, Kasachstan und Newfel Ouatah aus Frankreich jeweils nach Punkten, verlor aber im Halbfinale gegen Ewgeni Romanow aus Russland, weil er wegen einer Verletzung aus dem Kampf genommen werden musste. 2004 nahm er auch schon an der kubanischen Meisterschaft der Senioren teil und belegte nach einer Halbfinalniederlage gegen Weltmeister Odlanier Solís den 3. Platz im Schwergewicht.
2005 startete er wieder bei der kubanischen Meisterschaft der Senioren. Er kam dort im Schwergewicht im Viertelfinale zu einem Punktsieg über José M. López. Weitere Ergebnisse von ihm bei dieser Meisterschaft sind nicht bekannt. Bei der kubanischen Meisterschaft 2006 verlor Robert Alfonso im Schwergewicht im Viertelfinale gegen Reinier Hernández und kam damit auf den 5. Platz. Sieger dieser Meisterschaft wurde Weltmeister Odlanier Solís, der sich kurz danach nach Deutschland absetzte.
2007 wechselte Robert Alfonso in das Superschwergewicht. Er wurde im Januar dieses Jahres dann mit einem Punktsieg (12:5) über den erfahrenen Michel López erstmals kubanischer Meister in dieser Gewichtsklasse. Als Nächstes stand 2007 die 1. Qualifikation für die Panamerikanischen Meisterschaften, die in Barquisimeto/Venezuela stattfand, an. Er siegte dort über Amilcar Cabrera aus der Dom. Rep. durch Abbruch in der 3. Runde und über Oscar Rivas aus Kolumbien nach Punkten (21:12) und kam zu einem kampflosen Sieg über Johnny Molina aus Venezuela, womit er dieses Turnier gewann.
Im April 2007 standen in Havanna Herausforderungskämpfe zwischen den kubanischen Boxern der Nationalmannschaft an. Robert Alfonso gewann dabei über Luis Felipe Debrot durch Abbruch in der 3. Runde und über José Miguel López nach Punkten (18:1). Er nahm auch an dem berühmten Turnier „Giraldo Cordova Cardín“ in Santa Clara teil und wurde dort mit Siegen über Jardo Sebastião, ANG, Luis Felipe Debrot und Michel López Turniersieger im Superschwergewicht.
Robert Alfonso gewann bei den Panamerikanischen Spielen in Rio de Janeiro im Superschwergewicht über Johnny Molina (18:6), Antonio Rogerio Nogueira, Brasilien und Oscar Rivas (8:4). Bei diesen Wettkämpfen setzten sich aus der kubanischen Mannschaft die vielfachen Weltmeister Guillermo Rigondeaux und Erislandy Lara ab, wurden aber von der brasilianischen Polizei nach Einflussnahme des kommunistischen Regimes in Kuba festgenommen und angesichts der Tatsache, dass ihre Visa abgelaufen waren und sie keine Asylanträge stellen wollten, nach Kuba zurücktransportiert, wo sie sofort mit lebenslangem Wettkampfverbot belegt wurden. Als Strafe für das Verhalten ihrer Mannschaftskollegen durften die kubanischen Boxer dann auf Weisung der politischen Führung Kubas bei der im September 2007 in Chicago stattfindenden Weltmeisterschaft nicht teilnehmen. Damit kam auch Robert Alfonso um einen Start bei der Weltmeisterschaft 2007.
Anstelle der WM-Teilnahme fand in Havanna ein großes Mannschaftsturnier zwischen den kubanischen Leistungszentren statt, das vom 22. November bis 28. November 2007 dauerte. In dieser Woche musste Robert Alfonso fünfmal boxen. Er siegte dabei über Luis Felipe Debrot, Santiago de Cuba, nach Punkten (10:2), über Isbey Rodríguez, Sancti Spíritus, durch Abbruch in der 2. Runde, Luis Pons, Guantánamo, nach Punkten (8:1), verlor gegen Luis Ortiz, Camagüey, nach Punkten (5:10) und siegte wieder über Michel López, Pinar del Río, nach Punkten (7:1). Für Robert Alfonso mag dieses Turnier kein Ersatz für die entgangene WM-Teilnahme gewesen sein. In solchen Turnieren, die ungemein anstrengend sind, holen sich die kubanischen Boxer, neben dem harten Training, aber auch die Härte und das Durchsetzungsvermögen für ihre vielen internationalen Erfolge.
Das Jahr 2008 begann mit der kubanischen Meisterschaft, bei der sich Alfonso erneut den Titel im Superschwergewicht mit einem Sieg im Finale über Michel López holte. Anschließend qualifizierte er sich im März 2008 in Port of Spain auf Trinidad für die Teilnahme an den Olympischen Spielen in Peking. Er wurde dort mit einem Sieg im Finale über Michael Hunter aus den USA Turniersieger. Im April 2004 fand die 4. Kubanische „Olympiade“ statt, ein großes internationales Boxturnier. Robert Alfonso siegte hier im Superschwergewicht über seine Landsleute Luis Pons und Noel Hernández nach Punkten und bezwang im Endkampf Ilja Faydschulin aus Russland klar nach Punkten (15:2). Als letzter Test vor den Olympischen Spielen 2008 galt die Teilnahme an der panamerikanischen Meisterschaft in Cuenca/Ecuador. Alfonso gewann dort zunächst gegen Gleirson Abreu aus Brasilien nach Punkten (6:0), musste dann aber überraschend im Endkampf gegen Oscar Rivas, den er 2007 zweimal besiegt hatte, eine knappe Punktniederlage hinnehmen und kam dadurch nur auf den 2. Platz.
Bei den Olympischen Spielen 2008 in Peking enttäuschte Robert Alfonso, denn er verlor dort gleich seinen ersten Kampf gegen Wjatscheslaw Hlaskow aus der Ukraine nach Punkten (3:5), schied aus und erreichte nur den 9. Platz. Im Dezember 2008 konnte er sich beim Welt-Cup in Moskau für dieses schwache Abschneiden mit einem Sieg im Schwergewicht rehabilitieren. Dabei schlug er den chinesischen Olympia-Silbermedaillengewinner Zhang Zhilei nach Punkten (4:1), besiegte auch Nijaz Faydschulin aus Russland nach Punkten (11:4) und blieb im Finale kampfloser Sieger über Marko Tomasović aus Kroatien.
Im Januar 2009 wurde Alfonso zum dritten Mal in Folge kubanischer Meister im Superschwergewicht. Beim Länderkampf gegen Italien im Mai 2009 unterlag Alfonso gegen Weltmeister und Olympiasieger Roberto Cammarelle durch K. o. in der ersten Runde und konnte zum Rückkampf wenige Tage später noch nicht wieder antreten. Seinen Platz in der kubanischen Nationalstaffel verlor er in der Folge an Juniorenweltmeister Erislandy Savón, Neffe der kubanischen Boxlegende Félix Savón.

## Internationale Erfolge
(OS = Olympische Spiele, WM = Weltmeisterschaft, Schwergewicht, bis 91 kg, Superschwergewicht, über 91 kg Körpergewicht)
| Jahr | Platz | Wettbewerb                                                                      | Gewichtsklasse | |
| 2004 | 3.    | Junioren-WM in Jeju/Südkorea                                                    | Schwer         | hinter Ewgeni Romanow, Russland u. Azizjon Rachmanow, Usbekistan, gemeinsam mit Elchin Alizada, Aserbaidschan                   |
| 2007 | 1.    | Qualif.-Turnier für die Panamerik. Spiele in Barquisimeto/Venezuela             | Superschwer    | vor Johnny Molina, Venezuela u. Oscar Rivas, Kolumbien                                                                          |
| 2007 | 1.    | „Giraldo Cordova Cardín“-Tournament in Santa Clara/Kuba                         | Superschwer    | vor Michel López u. Luis Felipe Debrot, bde. Kuba                                                                               |
| 2007 | 1.    | Panamerikanische Spiele in Rio de Janeiro                                       | Superschwer    | vor Oscar Rivas, Antonio Rogerio Nogueira, Brasilien u. Didier Bence, Kanada                                                    |
| 2008 | 1.    | Olympia-Qualifikations-Turnier der Amerika-Gruppe in Port of Spain auf Trinidad | Superschwer    | vor Michael Hunter, USA |
| 2008 | 2.    | Strandjata-Turnier in Plowdiw                                                   | Superschwer    | nach Finalniederlage gegen Kubrat Pulew, Bulgarien                                                                              |
| 2008 | 1.    | 4. Kubanische „Olympiade“ in Havanna                                            | Superschwer    | vor Ilja Faydschulin, Russland u. Noel Hernández, Kuba                                                                          |
| 2008 | 2.    | Panamerikanische Meisterschaft in Cuenca/Ecuador                                | Superschwer    | hinter Oscar Rivas u. vor Gleirson Abreu, Brasilien                                                                             |
| 2008 | 9.    | OS in Peking                                                                    | Superschwer    | nach einer Punktniederlage (3:5) gegen Wjatscheslaw Hlaskow, Ukraine                                                            |
| 2008 | 1.    | Welt-Cup in Moskau                                                              | Superschwer    | mit Punktsiegen über Zhang Zhilei, China u. Nijaz Faydschulin, Russland u. einem kampflosen Sieg über Marko Tomasović, Kroatien |

## Kubanische Meisterschaften
- 2004, 3. Platz, S, hinter Odlanier Solís u. Noel Pérez,
- 2005, 3. Platz, S, hinter Yoan Pablo Hernández und Luis Ortiz,
- 2006, 5. Platz, S, Sieger: Odlanier Solís vor Leonardo Enrich,
- 2007, 1. Platz, SS, vor Michel López,
- 2008, 1. Platz, SS, vor Michel López und Luis Ortiz,
- 2009, 1. Platz, SS, vor Orlando Rabí